# ایست یونیون‌تاون (پنسیلوانیا)
ایست یونیون‌تاون (به انگلیسی: East Uniontown) یک منطقهٔ مسکونی در ایالات متحده آمریکا است که در پنسیلوانیا واقع شده‌است. ایست یونیون‌تاون ۲٬۴۱۹ نفر جمعیت دارد.